# Motori Opel
In questa sede si vuole fornire una panoramica dei principali motori prodotti dalla Opel.

## Opel e General Motors
Vale la pena ricordare che la Casa di Rüsselsheim è appartenuta dal 1929 al 2017 al colosso statunitense General Motors (che incorpora tra l'altro moltissimi altri marchi tra cui Chevrolet, Cadillac, Pontiac e la sudcoreana Daewoo). La Opel ha potuto utilizzare, in alcuni casi, dei motori provenienti da altri marchi della General Motors, come i V8 di origine Chevrolet montati sulla ammiraglie K-A-D degli anni sessanta e settanta e quelli montati sulle Opel Omega V8.

Negli anni 2000, la sinergia tra General Motors e Gruppo Fiat ha fatto in modo che i due Gruppi potessero scambiarsi alcuni motori. Così, alcuni veicoli Alfa Romeo (marchio appartenente alla Casa torinese) hanno potuto utilizzare (benché opportunamente rivisto) il V6 GM da 3.2 litri, mentre la Opel stessa utilizza per esempio il 1.3 turbodiesel common rail su alcune sue vetture di fascia bassa, nonché il 2 litri JTD (denominato CDTI presso la Opel) su vetture di fascia più alta.

## Codifica dei motori Opel
I motori Opel sono codificati tramite sigle simili a quelle utilizzate dalle giapponesi Honda e Nissan. A seconda del livello di evoluzione e delle caratteristiche del motore, questo può essere codificato con un numero di caratteri variabile fra tre e sei. I motori prodotti nei primi anni '60 utilizzavano solo tre caratteri per la loro codifica (in alcuni sporadici casi addirittura solo due cifre), ma di lì a poco sarebbero apparse le prime evoluzioni codificate a quattro caratteri e più in là ancora si sarebbero utilizzati cinque e sei caratteri.

Ogni sigla è composta necessariamente da due cifre che indicano la cilindrata del motore (in centimetri cubici, diviso 100), che possono essere seguite e/o precedute da lettere che indicano le caratteristiche salienti di quel motore. Per esempio, solitamente le due cifre indicanti la cilindrata vengono precedute da una di queste lettere, indicanti il tipo di normativa antinquinamento che il motore soddisfa:
- C: motore Euro 1;
- X: motore Euro 2;
- Y: motore Euro 3;
- Z: motore Euro 4;
- A: motore Euro 5;
- B: motore Euro 6;
- D: motore Euro 6d-temp;
- F: motore Euro 6d.

In caso di assenza di tale lettera il motore è Euro 0.

Le due cifre indicanti la cilindrata sono praticamente sempre seguite da altre lettere. La prima lettera che segue le due cifre indica il rapporto di compressione del motore. In particolare:
- G: fino ad 8.5:1;
- L: tra 8.5 e 9:1;
- N: tra 9 e 9.5:1;
- S: da 9.5 a 10:1;
- X: da 10 ad 11.5:1;
- Y: oltre 11.5:1.

Vi può essere una seconda lettera alfabetica che indica il tipo di alimentazione, ed in particolare:
- V: alimentazione a carburatore;
- Z: alimentazione ad iniezione elettronica single-point;
- E: alimentazione ad iniezione elettronica multipoint.

Una terza lettera conclude la sigla di non pochi motori Opel ed indica alcune caratteristiche inerenti alle prestazioni del motore. Per esempio:
- R: indica un motore di potenza superiore (ma non di molto) rispetto alla corrispondente variante codificata senza tale lettera;
- H: indica un motore di potenza molto più elevata rispetto alla corrispondente variante codificata senza tale lettera. Tale potenza deve essere raggiunta dal motore in configurazione aspirata o sovralimentata da un compressore volumetrico;
- T: motore turbocompresso.

Ogni singolo motore Opel, oltre ad essere identificato da un suo codice, viene solitamente raggruppato in famiglie assieme ad altri motori Opel aventi caratteristiche comuni.
Quanto detto vale per i motori progettati e realizzati dalla Opel, mentre i motori di altra origine (per esempio Chevrolet o Fiat) sono noti con le loro sigle originali.

## Elenco principali motori Opel
Di seguito vengono mostrate le principali famiglie di motori Opel, suddivise soprattutto per famiglie nel senso specificato poc'anzi, in maniera tale da fornire una sorta di percorso evolutivo "a tappe" dei motori Opel. I primi motori Opel degni di interesse sono nati nella seconda metà degli anni trenta. Fino a quel momento i motori Opel sono stati tutti a valvole laterali, sebbene con svariati tipi di architettura (da 1 ad 8 cilindri). 

Si aggiunge che in questa carrellata, nel caso di motori prodotti ed utilizzati da altre Case o realizzati in collaborazione con esse, vengono specificate solo le cilindrate ed il periodo di utilizzo da parte della Opel.

### Gruppo General Motors (fino al 2017)

#### Motori a benzina
- OHV Six, 2.5-3.6 litri (1937-66);
- OHV Four prima gamma, 1.2-1.7 litri (1938-65);
- OHV Four seconda gamma, 1.0-1.2 litri (1962-92);
- CIH Four a benzina, 1.5-2.4 litri (1965-95);
- CIH Six, 2.2-3.6 litri (1965-94);
- OHC Four, 1.2-1.8 litri (1977-96);
- Family II, 2.0-2.5 litri (1986-2010);
- Isuzu Serie 6V, 3.2-3.5 litri (1992-2002);
- V6-54 gradi, 2.5-3.2 litri (1994-2004);
- Family I, 1.4-1.8 litri (1996-2018);
- Family 0, 1.0-1.4 litri (1997-2018);
- Ecotec L850 ed L880, 2.0-2.4 litri (dal 2000);
- HFV6, 2.8-3.2 (2004-17);
- MGE (Medium Gasoline Engine) o motore SIDI, 1.6-2.0 litri (2012-19);
- SGE (Small Gasoline Engine) o motore SIDI, 1.0-1.5 litri (2014-20);
- E-Turbo, 1.2-1.4 litri (dal 2020).

#### Motori a gasolio
- CIH Four diesel, 2.0-2.3 litri (1978-93);
- OHC Four diesel, 1.6-1.7 litri (1982-89);
- Isuzu serie 4EC, 1.5 litri (1987-2000);
- Isuzu 4EE1, 1.7 litri (1992-2000);
- Isuzu Serie 4J, 2.5-3.1 litri (utilizzato solo su Opel Frontera) (1992-98);
- Ecotec Serie 20DT, 2.0 litri (1996-2004);
- Ecotec Serie 22DT, 2.2 litri (1998-2005);
- Isuzu Circle L, 1.7 litri (1999-2015);
- Isuzu V6 DMAX, 3.0 litri (2003-08);
- SDE (Small Diesel Engine), 1.3 litri (2003-17);
- Family B, 1.9-2.0 litri (2004-17);
- Family Z, 2.2 litri (2010-15);
- MDE (Medium Diesel Engine), 1.6 litri (2013-20);
- LDE (Large Diesel Engine), 2.0 litri (2015-20);
- CSS diesel, 1.5-2.0 litri (dal 2020).

Va inoltre ricordato che esiste una famiglia di motori di tipo "trasversale", nel senso che incorpora diversi motori di famiglie già menzionate ed anche altri motori realizzati da altre Case ed utilizzati dalla Opel, sia a benzina che Diesel. Tale famiglia prende il nome di Ecotec, una denominazione inventata a scopi essenzialmente commerciali e come tale registrata da GM, per indicare le qualità di economia e basso inquinamento dei tali motori. Uno dei principali motori Ecotec, diffusosi anche presso altri marchi del gruppo General Motors, è stato il 2 litri Ecotec.

Sulla falsariga di questa operazione di marketing, l'ultima creazione di Opel e GM è rappresentata dalla famiglia di motori Ecoflex, un'evoluzione dei motori Ecotec sempre più focalizzata sulla riduzione dell'impatto ambientale e destinata gradualmente a rimpiazzare questi ultimi.

### Gruppo PSA (dal 2017)
Con l'acquisizione del marchio tedesco da parte del Gruppo PSA, su alcuni modelli vengono impiegati propulsori di origine PSA.

#### Motori a benzina
- EB2, 1.2 litri (dal 2017);
- EP, 1.6 litri (dal 2018).

#### Motori a gasolio
- DW10, 2.0 litri (dal 2017);
- DV6, 1.6 litri (2017-18);
- DV5, 1.5 litri (dal 2018).

## Altri motori
Come si può notare, la Opel ha utilizzato molti motori prodotti da altre Case. In particolare ha fatto un largo uso di motori Diesel costruiti dalla giapponese Isuzu, ma vi sono anche i già citati motori Fiat da 1.9 ed 1.3 litri (anch'essi inseriti dalla Opel nella famiglia Ecotec) ed altri motori di origine italiana, prodotti dalla VM Motori (425 e RA420, montati rispettivamente su Opel Frontera ed Antara). Inoltre ha utilizzato il motore Fiat FIRE su Opel Combo D derivato dal Fiat Doblò, con il quale condivide ovviamente motori e pianale; e da menzionare anche il motore Suzuki Serie K utilizzato esclusivamente su Opel Agila B strettamente derivata dalla Suzuki Splash.

C'è stato anche un 2.5 turbodiesel di origine BMW, montato sulle Opel Omega B.

Inoltre, vi sono stati alcuni casi in cui la Opel ha utilizzato dei motori V8 di origine Chevrolet, in particolare gli small-block 283 e 327 ed il più moderno small-block LS1 montato sull'effimera Opel Omega B V8.